# Playback theatre
Il Playback theatre è una particolare forma di improvvisazione teatrale sulle storie personali, nata alla metà degli anni settanta negli Stati Uniti.

## Descrizione
La performance di Playback Theatre si realizza attraverso una speciale collaborazione tra i performer (attori, musicista/i e conduttore) e il pubblico. Una persona tra il pubblico narra una storia o un momento della propria vita personale o professionale, sceglie gli attori per rappresentare i differenti ruoli e poi guarda la sua storia ricreata e messa in scena al momento con forma e coerenza artistiche.
Il conduttore invita lo spettatore a narrare con la sua voce la vicenda mentre questa si svolge sulla scena. Inoltre, spetta al conduttore favorire lo svilupparsi di un sentimento di comunità tra il pubblico. Emergono i diversi punti di vista delle persone, ciascuno dei quali trova ascolto ed attenzione; il pubblico, dapprima indistinto, si trasforma in una comunità narrante e partecipante. 
Il Playback Theatre mantiene immutata la sua efficacia sia con un vasto pubblico sia all'interno di un ambito formativo in piccoli gruppi.
Nell'agosto 2005 si è tenuto in Bretagna il I Meeting europeo di Playback Theatre. La seconda edizione si è svolta nell'agosto 2006 in Italia, a Longiano (FC).

## Playback Theatre e Televisione
Una versione video di Playback theatre è quella che il Teatro Stabile di Torino e Cinema Giovani realizzano in Italia nel 1990 con gli attori Milena Vukotic, Rosalia Maggio e Alessandro Haber nel workshop Giocare il Sogno, Filmare il Gioco di Ottavio Rosati. Lo psicodramma dell'Harem e quello di Bobo, corrispondenti a due puntate della serie, danno vita a momenti di Playback Theatre quando l'attrice napoletana Rosalia Maggio, proveniente dal mondo dell'avanspettacolo e quindi abituata ad improvvisare su canovacci, rappresenta il racconto del protagonista in giochi e scene di cui il paziente diventa spettatore . Si realizza così quel meccanismo brechtiano del Playback Theatre in cui il narratore di una storia, grazie agli attori e alle riprese, osserva la messa in scena dei suoi racconti, maturando momenti di insight e mindfulness.